# Slaget om Entebbe
Slaget om Entebbe (originaltitel: Raid on Entebbe) är en amerikansk TV-film från 1977 i regi av Irvin Kershner, med Charles Bronson i huvudrollen.

## Handling
Filmen handlar om Operation Entebbe, som skedde 1976 i Uganda då ett flygplan från Air France kapades och landade på Entebbes internationella flygplats i Uganda.
Charles Bronson spelar den israeliske generalen Dan Shomron som ledde Operation Entebbe.

## Medverkande
- Charles Bronson som general Dan Shomron
- Peter Finch som Yitzhak Rabin
- Yaphet Kotto som Idi Amin
- Martin Balsam som Daniel Cooper
- Horst Buchholz som Wilfried Böse
- John Saxon som generalmajor Peled
- Jack Warden som generalöjtnant Mordechai Gur
- Meshach Richards som generalmajor Allon
- Sylvia Sidney som Dora Bloch
- Robert Loggia som Yigal Allon
- Tige Andrews som Shimon Peres
- Eddie Constantine som kapten Michel Bacos
- David Opatoshu som Menachem Begin
- Allan Arbus som Eli Melnick
- Stephen Macht som överstelöjtnant Jonathan "Yoni" Netanyahu
- James Woods som kapten Sammy Berg
- Harvey Lembeck som Mr. Harvey
- Dinah Manoff som Rachel Sager
- Kim Richards som Alice
- Aharon Ipalé som major David Grut